# Élections constituantes de 1945 dans la Haute-Marne
Les élections constituantes françaises de 1945 se déroulent le 21 octobre.

## Mode de scrutin
Les députés sont élus selon le système de représentation proportionnelle suivant la règle de la plus forte moyenne dans le département, sans panachage ni vote préférentiel. Il y a 586 sièges à pourvoir.
Dans le département de la Haute-Marne, trois députés sont à élire.

## Élus
Les trois députés élus sont : 
| Identité       | Parti | Parti |
| -------------- | ----- | ----- |
| Georges Maire  |       | MRP   |
| Marius Cartier |       | PCF   |
| Raoul Laurent  |       | SFIO  |

## Résultats

### Résultats à l'échelle du département
| Parti          | Parti                                            | Tête de liste      | Résultats | Résultats | Sièges | Sièges |
| Parti          | Parti                                            | Tête de liste      | Voix      | %         | Sièges | Sièges |
| -------------- | ------------------------------------------------ | ------------------ | --------- | --------- | ------ | ------ |
|                | Mouvement républicain populaire                  | Georges Maire      | 32 298    | 36,71     | 1      |        |
|                | Parti communiste français                        | Marius Cartier     | 18 920    | 21,50     | 1      |        |
|                | Section française de l'Internationale ouvrière   | Raoul Laurent      | 17 327    | 19,69     | 1      |        |
|                | Parti républicain, radical et radical-socialiste | Jean Masson        | 13 786    | 15,67     | -      |        |
|                | France combattante                               | Henri-Jean Marchal | 5 658     | 6,43      | -      |        |
|                |                                                  |                    |           |           |        |        |
| Inscrits       | Inscrits                                         | Inscrits           | 113 320   | 100,00    | 3      |        |
| Votants        | Votants                                          | Votants            | 89 703    | 79,16     |        |        |
| Blancs et nuls | Blancs et nuls                                   | Blancs et nuls     | 1 714     | 1,91      |        |        |
| Exprimés       | Exprimés                                         | Exprimés           | 87 989    | 98,09     |        |        |